# Roger Gyselinck (cycliste, 1920)
Roger Gyselinck, né le 17 septembre 1920 à Wetteren (Flandre-Orientale) et mort le 5 janvier 2002 dans la même ville, est un coureur cycliste belge. Professionnel entre 1941 et 1954, il a notamment remporté une édition du Tour d'Allemagne. Il a également terminé dans le top 10 de plusieurs « monuments », avec pour meilleur résultat une troisième place sur Liège-Bastogne-Liège en 1949. 
Il ne doit pas être confondu avec son homonyme Roger Gyselinck (1914-1996), lui aussi cycliste professionnel. 

## Palmarès
- 1945
  - 2e du Grand Prix de Zottegem
  - 3e du Grote Prijs Dr. Eugeen Roggeman
- 1947
  - 9e de Paris-Bruxelles
- 1948
  - 10e de Paris-Roubaix
- 1949
  - 3e de Liège-Bastogne-Liège
  - 3e du Tour de Belgique
  - 6e de la Flèche wallonne
  - 8e de Paris-Roubaix
- 1950
  - Tour d'Allemagne :
    - Classement général
    - 4e, 9e et 13eb (contre-la-montre) étapes

  - 3e du Tour de Belgique
  - 8e du Tour des Flandres
  - 9e de Paris-Bruxelles
- 1952
  - 2e du Circuit de Flandre orientale

## Résultats sur les grands tours

### Tour de France
1 participation 
- 1947 : 43e

### Tour d'Italie
1 participation 
- 1953 : abandon